# Völgarr the Viking
Völgarr the Viking è un videogioco d'azione bidimensionale del 2013, in stile rétro, sviluppato da Crazy Viking Studios e pubblicato da Adult Swim Games per personal computer. Il gioco ha ricevuto conversioni per Xbox One, PlayStation 4, PlayStation Vita, Wii U e Nintendo Switch.
Venne finanziato tramite crowdfunding su Kickstarter. Il titolo è ispirato a Rastan (1987) e l'inizio del primo livello riproduce apertamente la struttura dell'inizio di Rastan.